# Amtsbezirk Neunkirchen
Der Amtsbezirk Neunkirchen war um die Mitte des 19. Jahrhunderts eine Verwaltungseinheit im Viertel unter dem Wienerwald in Niederösterreich.
Der Amtsbezirk war der Kreisbehörde in Wiener Neustadt unterstellt und besorgte deren Amtsgeschäfte vor Ort. Die Zuständigkeit erstreckte sich neben Neunkirchen auf die damaligen Gemeinden Breitenau, Puchberg, Danegg, Dunkelstein, Erlach, Flatz, Gerasdorf, Grünbach, Guntrams, Hafning, Haßbach, Hettmannsdorf, Höflein, St. Johann, Loipersbach, Mollram, Natschbach, Neusiedl, Peisching, Pitten, Raglitz, Ramplach, Rohrbach, Saubersdorf, Sautern, Scheiblingkirchen, Schiltern, Schrattenbach, Schwarzau, Seebenstein, Sieding, Straßhof, Thernberg, Urschendorf, St. Valentin, Warth, Wartmannstetten, Willendorf und Würflach.
Der Amtsbezirk umfasste dabei 40 Gemeinden mit 20.048 Einwohnern (lt. Zählung von 1851).